# Seznam finskih tenisačev
Seznam finskih tenisačev.

## A
- Anne Aallonen

## B
- Jaan-Frederik Brunken

## E
- Mia Eklund

## H
- Harri Heliövaara

## K
- Tuomas Ketola
- Henri Kontinen
- Micke Kontinen

## L
- Henri Laaksonen
- Emma Laine
- Essi Laine
- Ella Leivo

## N
- Jarkko Nieminen
- Timo Nieminen

## O
- Oona Orpana

## P
- Milka-Emilia Pasanen
- Juho Paukku
- Olivia Pimiä

## R
- Olli Rahnasto
- Emil Ruusuvuori

## S
- Henrik Sillanpää
- Piia Suomalainen

## T
- Petra Thorén
- Kim Tiilikainen
- Roosa Timonen
- Katariina Tuohimaa
- Tanja Tuomi